# Koverninskij rajon
Il Koverninskij rajon (in russo Ковернинский район?) è un rajon dell'Oblast' di Nižnij Novgorod, nella Russia europea; il capoluogo è Kovernino.